# Assur-nirari IV
Aššur-nērārī IV, geschreven maš-šur-ERIM.GABA, "(de god) Aššur is mijn hulp," was koning van Assyrië, de 94e op de Assyrische koningslijst,. Hij regeerde 1019/18-1013 v.Chr. Zijn korte zes jaar op de troon worden gekenmerkt door verwarring en een schaarste aan inscripties uit zijn tijd zelf.
Hij volgde zijn vader Salmānu-ašarēd II op, wiens twaalf jaar op de troon geëindigd schijnen te zijn in verwarring. Zo ontbreekt de laatste hoogwaardigheidbekleder (limmu) op zijn eponiemenlijst. Er staat slechts: ša ar[ki si...], dat zoiets betekent als 'het eponiem dat volgt’ (na de vorige naam). Aššur-nērārī verleende zijn eigen naam aan zijn eerste regeringsjaar, maar het jaar daarop zegt ša EGIR maš-šur-, “jaar na Aššur-…” en alle overige jaren zijn ingebracht met een volgnummer en een 'winkelhaak' een teken van het spijkerschrift dat “ditto” betekent. Waarschijnlijk was de toestand in het land zo verward dat er niemand werd aangewezen wiens naam als eponiem diende.
De Babylonische koning, Ninurta-kudurrī-uṣur I (987 – 985 v.Chr.) wordt genoemd als zijn tegenhanger in de Synchronistische koningslijst maar de conventionele chronologie suggereert dat een vroegere monarch, Simbar-Šipak (1025-1008 v.Chr.) daar eerder voor in aanmerking komt. Een latere koning Aššur-nāṣir-apli II vermeldt "Sibir, king of Karduniaš" in de context van de inname van de stad Atlila, in zijn annalen, en historici hebben voorgesteld dat deze mogelijk te identificeren is met Simbar-Šipak, wat suggereert dat hij rond deze tijd in oorlog met Assyrië was.
Aššur-nērārī IV werd opgevolgd door zijn oom Aššur-rabi II, een jongere zoon van Aššur-nāṣir-apli I. Niets is bekend over de omstandigheden van de opvolging en er is geen aanduiding dat hij van de troon gestoten is, maar een gewelddadig einde is zeker niet uit te sluiten bij een Assyrische opvolging door een oom.

## Inscripties
1. 1 2  Eponym List KAV 21, tablet VAT 11254, iv.
2. ↑  Khorsabad koningslijst, tablet IM 60017 (opgravingsnummers: DS 828, DS 32-54), iv 8.
3. ↑  Nassouhi-koningslijst, Istanbul A. 116 (Assur 8836), iv 21.
4. ↑  Synchronistic Kinglist, Ass 14616c (KAV 216).